# Ferenc Sipos
Ferenc Sipos (13. prosince 1932 Budapešť – 17. března 1997 Budapešť) byl maďarský fotbalista, který hrával především na pozici obránce. S maďarskou reprezentací získal bronzovou medaili na mistrovství Evropy v roce 1964. Krom toho se zúčastnil světových šampionátů v roce 1958, 1962 a 1966. Na MS odehrál 12 zápasů (dal 1 gól), na ME dva. Za národní tým nastupoval v letech 1957–1966 a odehrál za něj 77 utkání, v nichž vstřelil jednu branku. Na klubové úrovni působil v MTK Budapešť (1955–1964) a Honvédu Budapešť (1964–1968). S MTK se stal mistrem Maďarska (1957/58), s Honvédem získal maďarský pohár (1964). Odehrál 4 zápasy v Poháru mistrů, 8 v Poháru vítězů pohárů a 9 ve Veletržním poháru. V roce 1958 byl zvolen maďarským fotbalistou roku.